# Sana nuestra tierra
Sana Nuestra Tierra es el vigésimo primer álbum lanzado por el cantante cristiano Marcos Witt. El álbum fue grabado en vivo desde Houston, Texas. Este álbum fue ganador del Grammy Latino por Mejor álbum cristiano.

## Lista de canciones
1. "Sananos" - 06:53
2. "Sana Nuestra Tierra" - 06:13
3. "Mi Primer Amor" - 05:59
4. "Levántate Y Sálvame" - 09:16
5. "Proclamen de las Naciones" - 11:47
6. "Acuérdate Oh Señor" - 04:11
7. "Esperamos En Ti" - 06:53
8. "Grandes Cosas Ha Hecho El Señor" - 06:01
9. "Aleluya A Nuestro Dios" - 07:23
10. "Danzaré, Cantaré" - 07:52

## Créditos
Productores:
- Juan Salinas
- Marcos Witt

Productor ejecutivo:
- Marcos Witt

Arreglistas:
- Isaac Escamilla
- Holger Fath
- Emmanuel Espinosa

Líder de adoración:
- Marcos Witt

Músicos:
- Randall González - Batería
- Holger Fath - Guitarra eléctrica, guitarra acústica
- Alan Villatoro - Teclados
- Emmanuel Espinosa - Bajo
- Wiso Aponte - Guitarra acústica, guitarra eléctrica
- Isaac Escamilla - Teclados

Vocalistas:
- Lucy Esquilín - Voz
- Vanyo Esquilín - Voz
- Nolita Theo - Voz

Ingeniero:
- Orlando Rodriguez - Ingeniero, Mezcla
- Alex Rodríguez - Asistente de mezcla
- Hank Williams - Diseño de portada
- Ruth Salinas - Fotografía